# Mulini di Bioggio
Mulini di Bioggio è una frazione del comune svizzero di Bioggio, nel Canton Ticino (distretto di Lugano).

## Geografia fisica
La località sorge a 280 m s.l.m., la minor quota toccata dal comune di Bioggio

## Storia
Nella zona dei Mulini di Bioggio è stato ritrovato nel gennaio 1991 un frammento di un tronco lungo 116 cm che fa pensare fosse il sostegno di una costruzione palafitticola
La località è stata aggregata al comune di Bioggio nel 1925; fino ad allora aveva fatto parte del vecchio comune di Biogno.

## Monumenti e luoghi d'interesse

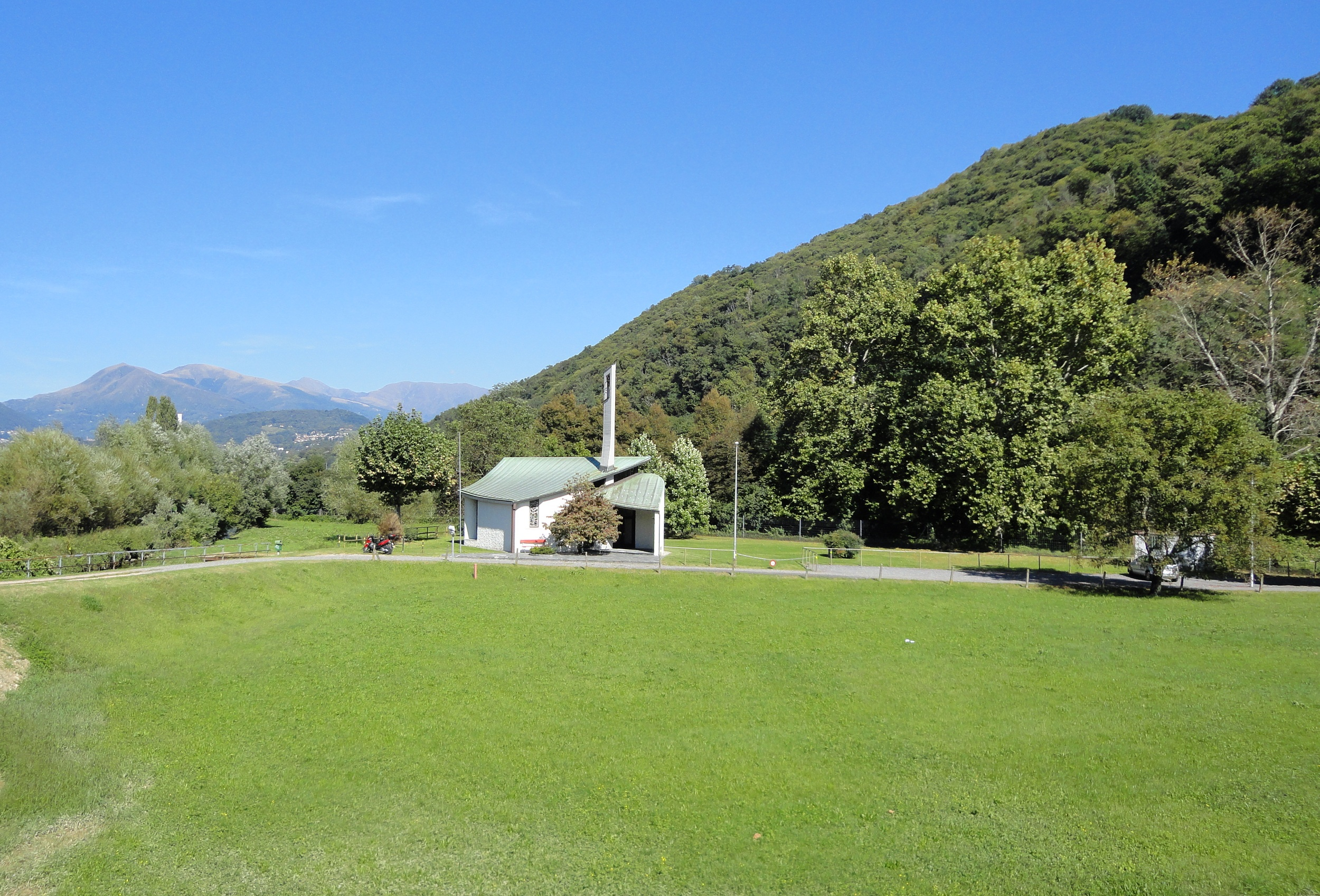
L'oratorio della Beata Vergine di Bioggio

- Oratorio della Beata Vergine di Bioggio.

## Società

### Evoluzione demografica
Nel 1910 Mulini di Bioggio contava 57 abitanti.